# Eclissi solare del 27 dicembre 2084
L'Eclissi solare del 27 dicembre 2084, di tipo totale, è un evento astronomico che avrà luogo il suddetto giorno con centralità attorno alle ore 09:13 UTC.
L'eclissi avrà un'ampiezza massima di 146 chilometri e una durata di 3 minuti e 4 secondi.  L'evento attraversa ampiamente il mare, ma può essere visto sulle isole Crozet.

## Eclissi correlate

### Eclissi solari 2083 - 2087
Questa eclissi è un membro di una serie semestrale. Un'eclissi in una serie semestrale di eclissi solari si ripete approssimativamente ogni 177 giorni e 4 ore (un semestre) in nodi alternati dell'orbita della Luna.

### Ciclo di Saros 133
L'evento fa parte del ciclo di Saros 133, che si ripete ogni 18 anni, 11 giorni, contiene 72 eventi. La serie è iniziata con un'eclissi solare parziale il 13 luglio 1219. Contiene eclissi anulari dal 20 novembre 1435 al 13 gennaio 1526, con un'eclissi ibrida il 24 gennaio 1544. Comprende eclissi totali dal 3 febbraio 1562, fino al 21 giugno 2373. La serie termina al membro 72 con un'eclissi parziale il 5 settembre 2499. La durata più lunga della totalità è stata di 6 minuti e 49 secondi il 7 agosto 1850. Le eclissi totali di questo ciclo di Saros divengono sempre più brevi e si manifestano sempre più a sud con ogni iterazione. Tutte le eclissi di questa serie si verificano nel nodo ascendente della Luna.